# Svátost

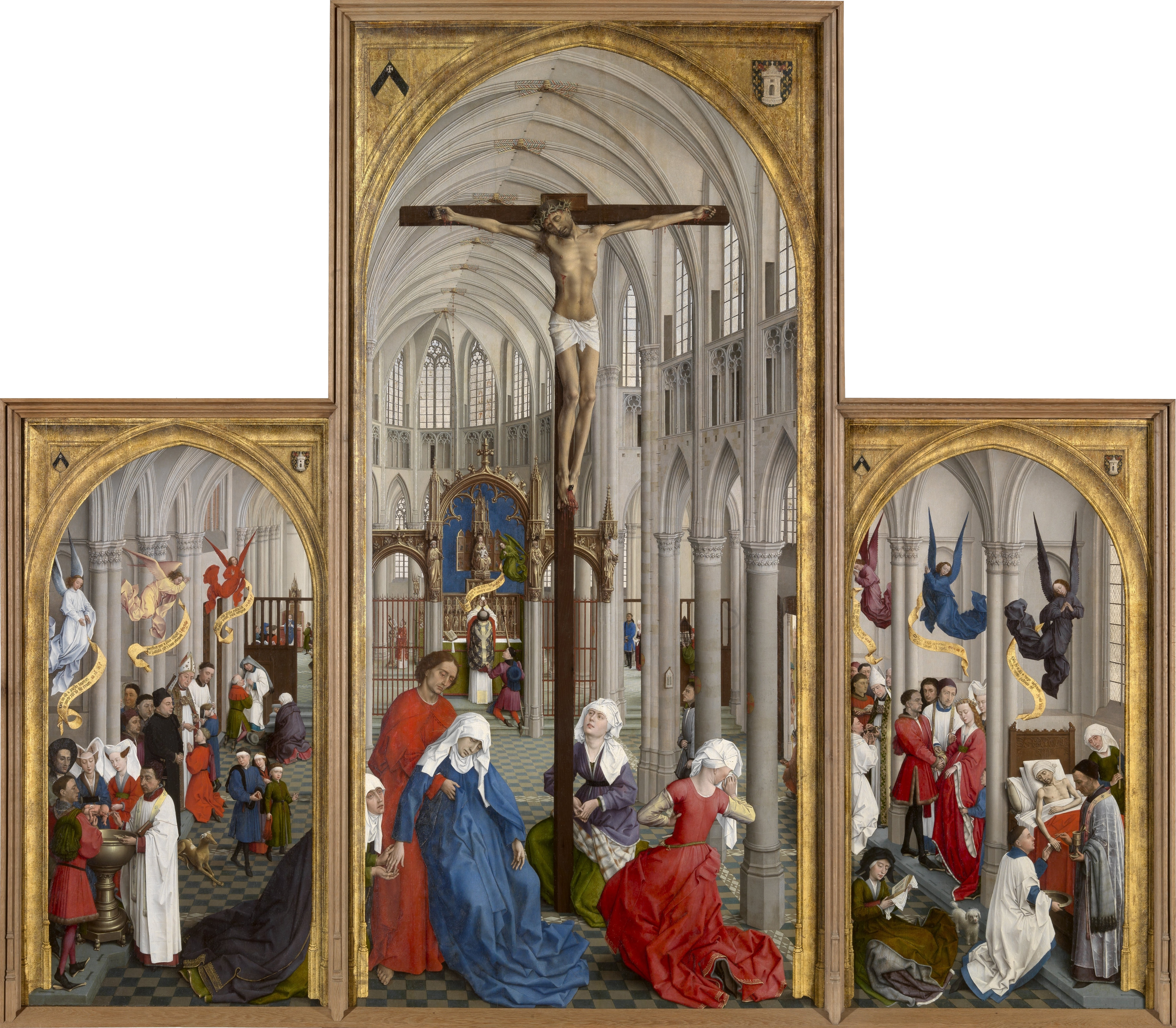
Rogier van der Weyden, Sedmero svátostí (mezi 1445 a 1450, Koninklijk Museum voor Schone Kunsten Antwerpen)

Svátost (z lat. pojmu sacramentum – „posvátná věc, posvátný úkon, přísaha“, který je ekvivalentem staršího řec. μυστήριον mystérion – „tajemství“) nebo v rámci pravoslavných církví svatá Tajina je důležitý křesťanský obřad, často takový, jejž podle názoru teologů ustanovil Ježíš Kristus a který prostřednictvím viditelného symbolu zprostředkuje neviditelnou Boží milost. Křesťanské církve nejsou ohledně pohledu na svátosti a jejich počet jednotné; svátostí, které uznávají katolické církve, pravoslaví a církev československá husitská, je sedm:
- Křest
- Biřmování
- Eucharistie
- Svátost smíření
- Svátost nemocných
- Manželství
- Kněžství (svěcení kněžstva)

## Katolické pojetí
Hlavní článek: Svátosti katolické církve
Katolickou nauku o svátostech poprvé definoval Tridentský koncil v průběhu protestantské reformace a většina katolických stanovisek ohledně svátostí vychází právě z tohoto koncilu. Zjednodušeně by se dalo říci, že svátosti jsou viditelná znamení neviditelné Boží milosti. Katolické církve učí, že svátosti, které ustanovil Ježíš Kristus a svěřil ji církvi, aby věřícím mohl udělovat božský život, jsou účinným znamením milosti, tedy nejen pouhými symboly. Svátosti jsou podle katolického pojetí součástí liturgie, kterou slaví církev jako kněžské společenství. Duch Svatý skrze církev připravuje člověka na přijetí svátosti Božím slovem a vírou, která toto slovo přijímá.
Ježíšova slova a jeho skutky přinesly spásu všem lidem v moci velikonočního tajemství Ježíšovy smrti, vzkříšení a nanebevstoupení; tento dar vlastního života církvi Ježíš dále nabízí též prostřednictvím svátostí. Svátosti jsou tedy „pro církev“, protože ji budují, a jsou „z církve“, protože v ní působí díky působení Ducha Svatého. Tři ze svátostí – křest, biřmování, kněžství – pak kromě milosti do člověka vtiskují znamení, skrze něž je člověk připodobněn Kristu a církvi. Tato znamení jsou nezrušitelná (srov. KKC 1121) a člověk je může přijmout pouze jednou.
Svátosti podle katolíků udělují, jsou-li důstojně slaveny ve víře, milost, které jsou znamením (srov. Tridentský koncil, DS 1605–6). Tento účinek pochází z toho, že v nich působí sám Kristus, a protože Bůh Otec vždy vyslyší modlitbu svého Syna, svátosti působí prostým udělením, tzv. ex opere operato, tedy z moci Kristova spásného díla vykonaného jednou provždy (KKC 1128). Svátost se tudíž podle katolického pohledu neuskutečňuje spravedlností člověka, ale Boží mocí. Plody svátosti však závisejí též na víře toho, kdo je přijímá.
Katolická církev říká, že svátosti jsou pro věřící nutné ke spáse (srov. Tridentský koncil, DS 1604). Protože svátostmi se člověku takto dostává milosti Ducha Svatého, kterou člověku daruje Ježíš Kristus, člověk je prostřednictvím svátostí též připodobněn Božímu Synu, Ježíši Kristu. Klasickou definici svátosti nabízí sv. Tomáš Akvinský ve své Teologické sumě (III,60,3):
„Svátost je znamení připomínající minulost, totiž utrpení Páně; je znamením poukazujícím na plody, které v nás působí jeho utrpení, totiž milost; je prorockým znamením, které ohlašuje předem budoucí slávu.“
Katolíci tím nezpochybňují, že existují ještě další prostředky Boží milosti; římskokatolická církev má kromě svátostí ještě tzv. svátostiny – bohoslužebné úkony, které nemají svůj původ v Novém zákoně a v ustanovení Kristem, avšak též podle ní působí milost. Patří mezi ně například žehnání.

### Církev jako svátost
Protože slovo svátost vyjadřuje viditelné znamení skryté skutečnosti spásy, je sám Ježíš Kristus v katolickém pohledu sám coby tajemství spásy svátostí (teologové jej označují jako prasvátost, něm. Ursakrament). Sedmero svátostí je pak nástrojem této spásy, kterou šíří Duch Svatý. Kristus sám je hlavou svého těla, to jest církve, která tak sděluje neviditelnou milost, jejímž je znamením (tj. Krista). V tomto smyslu je analogicky svátostí též církev, což se odborně se označuje jako základní svátost, něm. Grundsakrament (srov. Druhý vatikánský koncil, konstituce Lumen gentium 1). Protože je církev prostředkem, jímž Kristus zjevuje a uskutečňuje tajemství Boží lásky vůči lidem, je církev podle Druhého vatikánského koncilu „všeobecnou svátostí spásy“ (srov. Lumen gentium 48).

## Pravoslavné pojetí
Pravoslavní sice uznávají symbolický počet sedmi svatých Tajin, ale označují tento soubor za „hlavní svaté Tajiny“, protože počítají svatých Tajin více. Za svatou Tajinu je považováno například velké svěcení vody na svátek Zjevení Páně (Theofanie, Bogojavlenije), a stejně tak i mnišské postřižení – velká schima –, při kterém jsou odpouštěny všechny dosavadní hříchy.
Obřad svaté Tajiny vykonává kněz, ale duchovně je dílem Svatého Ducha. Od požehnání a posvěcení nějaké věci se svatá Tajina odlišuje tím, že je jakýmsi hlubším působením Svatého Ducha, který ve svatých Tajinách sestupuje a očišťuje lidské nitro, obnovuje člověka, proměňuje svaté Dary, ustanovuje a uschopňuje člověka k nějaké církevní službě apod. Svatými Tajinami je člověk sjednocován s Bohem a nemůže být bez nich spasen.
Pro pravoslavné křesťany je „svátost“ západním termínem, který se snaží definovat cosi, co definovat nelze. Namísto něj se tedy používá pojmu „tajemství“ (svatá Tajina), jímž se vyjadřuje, že „svátost“ je cosi, čemu nelze porozumět, co přesahuje lidské chápání. Bůh se nás dotýká skrze hmotné věci, např. vodu, víno, chléb, olej, kadidlo, svíce, oltář či ikony, a způsob, jak toho dosahuje, je tajemstvím. Za nejhlubší tajemství považují pravoslavní eucharistii, kdy Bůh sestupuje na předložené dary, tajemně proměňuje materii chleba a vína a při svatém přijímání pak dochází k bezprostřednímu společenství s Bohem, takže se krev člověka spojuje s krví Kristovou a tělo lidské s tělem Krista.

## Hlavní rozdíly v katolickém a pravoslavném pojetí
Hlavní odlišnosti katolického učení o svátostech a učením pravoslavné církve jsou následující:
- rozdílný důraz na roli kněze a působení Ducha Svatého v rámci konání svátostí (Tajin), jako je křest nebo modlitba rozhřešení při zpovědi: zatímco v římskokatolické církvi je stavěn do popředí kněz – viz např. křestní formuli svátosti křtu, kdy římský kněz říká: „Já tě křtím ve jménu Otce i Syna i svatého Ducha…“ –, v pravoslaví (ale stejná formule je používána i ve východních katolcikých církvích) je brán zřetel především na působení Ducha Svatého a kněz je vnímán pouze jako služebník tohoto duchovního díla – při pravoslavném křtu kněz říká: „Křtí se služebník Boží ve jménu otce i Syna i Svatého Ducha…“
- odlišnosti v učení o posvěcení svátostí (Tajin): pravoslavní vyznávají učení o „posvěcení nestvořenými energiemi Ducha Svatého“, což římská církev odmítá
- odlišnosti týkající se osob, které mohou vykonávat svátosti (Tajiny):
  - křest: dle římskokatolického katechismu vás může v nouzi pokřtít každý člověk, i příslušník jiného náboženství nebo nevěřící; v pravoslaví je něco takového vyloučeno, pokřtít může i laik (nekněz), ale vždy to musí být zbožný pravoslavný křesťan
  - biřmování/myropomazání: ve východních církvích (pravoslavných i katolických) se myropomazání uděluje ihned při křtu i u malých dětí, a tedy ho uděluje kněz, v římskokatolické církvi tomu tak je pouze v případě křtu dospělých; pokud se křtí malé děti, tak biřmování přijímají později (v posledních desetiletích zhruba mezi 15. a 20. rokem života) a zpravidla biřmování uděluje biskup
- rozdílnosti ve vysluhování eucharistie:
  - v pravoslavné církvi se podává zásadně pod obojí způsobou, nikdy se nepodává pouze proměněný chléb, kdežto v římskokatolické církvi se věřícím podávají většinou samotné hostie
  - v římskokatolické církvi se podává nekvašený chléb – oplatka čili hostie – a většinou bílé víno, v pravoslavné církvi jedině kvašený chléb a většinou červené víno (množství  katolických církví také používá kvašený chléb)
- odlišnost v chápání epiklese (vzývání Svatého Ducha) a v proměnění chleba a vína na tělo a krev Kristovu
- rozdíly v konání konkrétních svátostí (Tajin):
  - způsob křtu: v pravoslaví by se křest správně měl konat ponořením, nikoliv politím jako v případě členů římskokatolické církve
  - způsob svěcení kněžstva
  - způsob sňatku a jeho pojetí: v římskokatolické církvi si snoubenci udělují svátost navzájem, skládají manželský slib; pravoslavné učení nic takového nezná
  - právní otázky týkající se manželství a otázka případných dalších manželství

## Protestantské a husitské pojetí
Většina protestantů věří, že svátosti jsou „vnějším znamením vnitřní milosti“ anebo symbolem toho, co se událo neviditelně. Za svátost však považují pouze křest a Večeři Páně, která odpovídá pojmu eucharistie. Zbylých pět svátostí nepovažují za ustanovené v Novém zákoně, avšak mnoho protestantských církví má svůj svatební obřad a ordinované služebníky a některé církve anglikánského společenství – anglokatolíci – přijímají všech sedm svátostí, jak je chápou katolíci, ačkoli se sami považují za protestanty.
V českém prostředí si též Církev československá husitská ponechala systém sedmi svátostí, ačkoliv se jedná o reformační církev. Svátost je v této církvi definována jako „jednání, jímž se obecenství věřících v Duchu svatém činně podílí na milosti Božího Slova přítomného skrze slyšené svědectví Písma svatého a svátostné úkony“ (srov. Základy víry Církve československé husitské, čl. 307).